# 飯田圭児
飯田 圭児（いいだ けいじ、1947年7月22日 - ）は、日本の経営者。近鉄百貨店社長を務めた。

## 経歴
大阪府出身。1971年に大阪府立大学経済学部を卒業し、同年に近畿日本鉄道に入社。1972年6月に近鉄百貨店に転じ、2004年5月に取締役に就任し、2006年5月に常務、2008年5月に専務を経て、2009年3月に社長に就任。2014年5月に取締役相談役に就任。